# Manicomio (film 1946)
Manicomio (Bedlam) è un film del 1946 diretto da Mark Robson.
È un film drammatico a sfondo horror con Boris Karloff e Anna Lee. È ispirato al dipinto Manicomio di Bedlam di William Hogarth.

## Trama
Londra, 1761. A seguito della morte al suo interno di un suo conoscente in circostanze poco chiare, l'influente Lord Mortimer chiede spiegazioni al Mastro Sims, il dispensiere generale del Bethlem Royal Hospital, comunemente noto come Bedlam. Mastro Sims, avido e insensibile, ma anche molto attento ad adulare i potenti, assicura che si è trattato di un incidente, e si rende disponibile per illustrare personalmente il manicomio che dirige.
Nell Bowen, protetta di Lord Mortimer e sempre al suo fianco, si offre di andare a visitare Bedlam. Ne resta scioccata per le condizioni disumane in cui i malati vengono ospitati e chiede dunque a Lord Mortimer di intervenire. Questo però è convinto da Sims a non investire e a valorizzare gli ospiti del manicomio facendoli recitare per allietare un evento previsto pochi giorni dopo.
Alla cena un attore del manicomio, con la pelle ricoperta da vernice dorata, si sente male e muore di fronte ai potenti spettatori. Lord Mortimer e Sims mostrano un'insensibilità che fa inorridire Nell Bowen, che trova solidarietà solo nel politico whig Wilkes.
Nell, che in qualche modo subisce anche l'influenza del quacchero Hanney conosciuto da poco, decide così di lasciare la corte di Lord Mortimer, consapevole che la cosa le costerà caro. Resta infatti senza sostanze ma, con furbizia, avvia una specie di ricatto verso il suo vecchio mentore che però, per mano di Sims, attua una terribile vendetta.
Da una commissione appositamente istruita, la donna viene infatti riconosciuta come pazza e dunque rinchiusa a Bedlam. Di lei si preoccupa il solo Hanney, che invano cerca l'aiuto di Wilkes, impegnato nel nord dell'Inghilterra per motivi politici.
Dopo il trauma iniziale Nell si attiva per migliorare le condizioni di vita nel manicomio, fa amicizia con dei degenti ragionevoli e si arma di una cazzuola, portatale dall'amico Hanney.
Wilkes ritorna a Londra e nell'imminenza di una nuova riunione della commissione per giudicare la sanità mentale della donna, Sims la minaccia dovendo affrontare poi la rivolta dei degenti che la difendono dimostrandole riconoscenza. Mentre Nell fugge, Sims è sottoposto ad un paradossale processo al termine del quale i maltrattati dementi lo assolvono salvo poi vedersi costretti ad occultarne il corpo, una volta che la malata apparentemente più innocua lo ha colpito a morte con la cazzuola sottratta alla benefattrice.
Nell è libera e viene accolta da Hanney, mentre la scomparsa di Sims, murato vivo all'interno dello stesso manicomio, salva i malati da possibili ritorsioni e, in seguito, grazie anche all'impegno di Wilkes, Bedlam avvierà una serie di riforme che ne faranno un istituto modello nella lotta delle malattie mentali.

## Produzione
Il film, diretto da Mark Robson su una sceneggiatura di Val Lewton e dello stesso Robson, fu prodotto da Lewton per la RKO Radio Pictures e girato da fine luglio a fine agosto 1945. I titoli di lavorazione furono  Chamber of Horrors e  A Tale of Bedlam.

## Promozione
La tagline è: "Sensational Secrets of Infamous Mad-house EXPOSED!".

## Distribuzione
Il film fu distribuito con il titolo Bedlam negli Stati Uniti dal 19 aprile 1946 al cinema dalla RKO Radio Pictures.
Altre distribuzioni:
- in Portogallo il 7 marzo 1949 (A Casa Sinistra)
- in Finlandia il 14 aprile 1974 (Bedlam - kauhujen talo, in TV)
- in Svezia il 5 marzo 1975 (in TV)
- in Grecia (Anthropina ktini)
- in Brasile (Asilo Sinistro)
- in Finlandia (Kauhun talo)
- in Italia (Manicomio)

## Accoglienza

### Critica
Secondo Rudy Salvagnini (Dizionario dei film horror) il film è "compatto e interessante, anche se non perfetto" e "trae vantaggio da una sontuosa caratterizzazione di Boris Karloff che con Lewton ha dato alcune delle sue migliori interpretazioni". Secondo Leonard Maltin il film è una "minuziosa descrizione delle condizioni igienico-sanitarie del famoso manicomio londinese".